# Список ігор Larian Studios
Заснований в 1996 році, Larian Studios — це бельгійський розробник та видавець відеоігор. На рахунку студії програмне забезпечення для освітніх програм та казино-ігри, але спеціалізується студія на рольових іграх, таких як їх оригінальна серія Divinity, а нещодавно також і Baldur's Gate III. 
| Назва                                                                    | Інформація |
| ------------------------------------------------------------------------ | --- |
| The L.E.D. Wars Оригінальна дата випуску: 1997 рік                       | Роки випуску: 1997 — Windows |
| The L.E.D. Wars Оригінальна дата випуску: 1997 рік                       | Примітки: - Стратегія в реальному часі - Під видавництвом Ionos, Inc. - Час розробки становив лише шість місяців |
| Divine Divinity Оригінальна дата випуску: 13 вересня 2002 року           | Роки випуску: 2002 — Windows 2004 — Windows, у складі збірки Beyond Divinity: Deluxe Edition 2012 — Windows, у складі збірки Divinity: Anthology (Collector's Pack) |
| Divine Divinity Оригінальна дата випуску: 13 вересня 2002 року           | Примітки: - Рольова відеогра - Під видавництвом cdv Software Entertainment - Заснована на базі раніше скасованого проєкту студії The Lady, the Mage and the Knight |
| Beyond Divinity Оригінальна дата випуску: 28 квітня 2004 року            | Роки випуску: 2004 — Windows 2013 ― OS X 2012 — Windows, у складі збірки Divinity: Anthology (Collector's Pack) |
| Beyond Divinity Оригінальна дата випуску: 28 квітня 2004 року            | Примітки: - Рольова відеогра - Під видавництвом HIP Interactive в Америці і Digital Jesters у Європі - Вважається найслабшою із розроблених ігор студії |
| KetnetKick Оригінальна дата випуску: 29 жовтня 2004 року                 | Роки випуску: 2004 ― Windows |
| KetnetKick Оригінальна дата випуску: 29 жовтня 2004 року                 | Примітки: - Дитяча розвиваюча гра - Під видавництвом бельгійської телекомпанії Transposia - Доступна тільки в Бельгії - Призначена для дітей віком від 6 до 12 років, створювала інтерактивний зв’язкок між дитиною та щоденним телевізійним шоу                                                                                                |
| Ketnet Kick 2 Оригінальна дата випуску: 24 жовтня 2008 року              | Роки випуску: 2008 ― Windows |
| Ketnet Kick 2 Оригінальна дата випуску: 24 жовтня 2008 року              | Примітки: - Оновлена версія KetnetKick (див.вище) |
| Divinity II Оригінальна дата випуску: 20 листопада 2009 року             | Роки випуску: 2009 — Windows, Xbox 360 в оригіналі Divinity II: Ego Draconis 2010 — Windows, Xbox 360, як перевидання Divinity II: The Dragon Knight Saga 2012 — Windows, як перевидання Divinity II: Developer's Cut |
| Divinity II Оригінальна дата випуску: 20 листопада 2009 року             | Примітки: - Рольовий бойовик з видом від третьої особи - Під видавництвом DTP Entertainment у Європі, Software Entertainment у Америці і 1С у росії - Використовує ігровий рушій Gamebryo від Bethesda Game Studios |
| Divinity: Dragon Commander Оригінальна дата випуску: 6 серпня 2013 року  | Роки випуску: 2013 — Windows |
| Divinity: Dragon Commander Оригінальна дата випуску: 6 серпня 2013 року  | Примітки: - одно- та багатокористувацька стратегічна рольова гра - Перша гра Larian Studios, у якій вони самі виступили у ролі видавця - Розроблялася одночасно з Divinity: Original Sin і спочатку планувався як більший із двох одночасних проєктів                                                                                           |
| Divinity: Original Sin Оригінальна дата випуску: 30 червня 2014 року     | Роки випуску: 2014 — Windows, MacOS 2015 — Windows, MacOS, PlayStation 4, Xbox One і Linux, як Divinity: Original Sin - Enhanced Edition |
| Divinity: Original Sin Оригінальна дата випуску: 30 червня 2014 року     | Примітки: - Ізометрична рольова гра для одного або кількох гравців із тактичними покроковими боями - Під видавництвом Larian Studios та Focus Home Interactive (консольні версії) - Використовує власний ігровий рушій студії Divinity Engine - Після свого випуску стала грою, що продалася найшвидше за весь час існування студії на той час. |
| Monkey Tales Оригінальна дата випуску: 28 серпня 2014 року               | Роки випуску: 2014 — Windows, MacOS |
| Monkey Tales Оригінальна дата випуску: 28 серпня 2014 року               | Примітки: - Збірка з п'яти розвиваючих ігор для дітей від 7 до 11 років - Зміст було адаптовано відповідно до загальних базових стандартів математики США - Ігри в основному зосереджені на навчанні математики та розроблені у співпраці з бельгійським освітнім видавництвом                                                                  |
| Divinity: Original Sin II Оригінальна дата випуску: 14 вересня 2017 року | Роки випуску: 2017 — Windows 2018 — PlayStation 4, Xbox One, як Divinity: Original Sin II Definitive Edition 2019 — MacOS, Nintendo Switch 2021 — iPad |
| Divinity: Original Sin II Оригінальна дата випуску: 14 вересня 2017 року | Примітки: - Ізометрична рольова гра для одного або кількох гравців із тактичними покроковими боями - Під видавництвом Larian Studios та Bandai Namco (консольні версії) - Фінансувалася за рахунок краудфандингової кампанії на Kickstarter, поставленої мети було досягнуто менш ніж за 12 годин                                               |
| Baldur's Gate III Оригінальна дата випуску: 3 серпня 2023 року           | Роки випуску: 2023 — Windows, PlayStation 5, macOS |
| Baldur's Gate III Оригінальна дата випуску: 3 серпня 2023 року           | Примітки: - Ізометрична рольова гра для одного або кількох гравців із тактичними покроковими боями заснована на настільній рольовій системі Dungeons & Dragons 5-го видання - Під видавництвом Larian Studios - Використовує власний ігровий рушій студії Divinity 4.0 Engine                                                                   |

Скасовані
| Назва                                                        | Інформація |
| ------------------------------------------------------------ | --- |
| The Lady, the Mage and the Knight Дата скасування: 1999 рік  | Заявлена дата випуску: СКАСОВАНО – Windows |
| The Lady, the Mage and the Knight Дата скасування: 1999 рік  | Примітки: - Розроблялася у співпраці з Attic Entertainment Software - Через різні проблеми між двома студіями розробки та видавцем проєкт було скасовано у 1999 році |
| Divinity: Fallen Heroes Дата скасування: 15 жовтня 2019 року | Заявлена дата випуску: ПРОЄКТ ЗАМОРОЖЕНО — Windows, PlayStation 4, Xbox One                                                                                          |
| Divinity: Fallen Heroes Дата скасування: 15 жовтня 2019 року | Примітки: - Запланована сьома гра в серії Divinity. Це пряме продовження Divinity: Original Sin II                                                                   |

## Супутня продукція
Настільна рольова гра
Divinity: Original Sin the Board Game — настільна рольова гра від Larian Studios у партнерстві з Lynnvander Studios Inc. Проєкт було запущено на Kickstarter 20 листопада 2019 року, а вже через місяць краудфандингова компанія успішно завершилась, зібравши майже 2 мільйона долларів і досягнувши всіх поставлених цілей. Оригінальний прототип було запущено у 2018 році, і для його створення знадобилося більше року, перш ніж його представили на Kickstarter. Персонажі переважно взяті з Divinity: Original Sin II, з невеликою кількістю побічних, що повертаються з Divinity: Original Sin. Сама гра заснована на сюжеті з багатьма елементами серії Divinity, включеними в дизайн, зокрема:
- Побічні квести
- Локації
- Передісторії персонажів
- Створення персонажа
- Неігрові персонажі
- Теги

Романи
- The Prophecy (Пророцтво) — перший роман в серії «Divinity», події якого відбуваються до історії Divine Divinity. Напочатку за авторством Деймона Вілсона, потім переписана та відредагована Дарреном Евансом і Джилліан Пірс.
- Child of the Chaos (Дитя хаосу) — другий роман у циклі «Divinity» за авторством Ріанни Пратчетт. Історія передує подіям Beyond Divinity.